# Прогресивна веб апликација
Прогресивна веб апликација представља тип веб апликација који комбинује предности класичних веб сајтова и мобилних апликација. Ове апликације пружају корисницима искуство које је блиско раду са мобилним апликацијама, али без потребе за њиховим преузимањем и инсталирањем. Термин је уведен 2015. године од стране Google инжењера Францеса Беримана и Алекса Рассела. Убрзо након тога, концепт је привукао пажњу шире технолошке заједнице, захваљујући својој иновативности и практичности.
Прогресивне веб апликације нуде решење за многе недостатке класичних веб апликација, као што су споро учитавање, потреба за сталним интернетом и ограничене могућности интеракције са корисницима. Њихов развој представља корак ка стварању универзалних апликација које могу функционисати у свим условима и на свим уређајима.

## Карактеристике
Једна од најзначајнијих карактеристика је прогресивност – ове апликације су дизајниране тако да раде на било којој платформи и било ком веб претраживачу, укључујући и старије верзије. Ово их чини веома приступачним за широк спектар корисника, без обзира на њихову техничку опрему.
- Респонзивност је кључни аспект дизајна прогресивних веб апликација. Њихов кориснички интерфејс је прилагођен различитим величинама екрана, од паметних телефона до великих рачунара, чиме се обезбеђује конзистентно корисничко искуство.
- Офлајн функционалност омогућава коришћење апликација чак и у условима прекида интернет конекције. Ова функција је изузетно корисна у регионима са слабом или нестабилном интернет мрежом. Service Worker омогућава кеширање важних ресурса, тако да корисник може да приступи основним функцијама апликације чак и без активне интернет везе.[2]
- Инсталација је једноставна и не захтева посету Google Play или Apple App Store. Корисник може инсталирати апликацију директно из веб претраживача, што скраћује процес и олакшава употребу.
- Пуш обавештења представљају још једну напредну функцију која омогућава апликацијама да остану у контакту са корисницима, информишући их о важним ажурирањима или новим садржајима. Ова функција значајно побољшава ангажовање корисника.
- Аутоматска ажурирања гарантују да корисници увек имају приступ најновијој верзији апликације. Ова ажурирања се изводе у позадини, без прекида рада корисника, што додатно доприноси њиховом задовољству.

## Технологија и архитектура
Технологије које омогућавају рад прогресивних веб апликација ослањају се на напредне механизме веб развоја.
Service Worker представља основу за омогућавање офлајн рада, кеширања ресурса и управљања обавештењима. Овај скрипт ради у позадини и омогућава апликацији да реагује брзо и ефикасно чак и када интернет није доступан.
Web App Manifest је JSON датотека која садржи метаподатке о апликацији, укључујући њен назив, иконицу и URL. Овај елемент је од суштинског значаја за препознавање апликације као прогресивне и омогућава инсталацију на корисничким уређајима.
HTTPS протокол је неопходан за безбедност података и заштиту корисника од потенцијалних напада. Сви ресурси апликације морају бити учитани преко HTTPS-а како би се обезбедила сигурност комуникације.
Механизми као што су кеш меморија и IndexedDB омогућавају чување корисничких података локално, чиме се унапређује корисничко искуство у офлајн режиму. Поред тога, PWA могу да интегришу функционалности попут GPS-а, камере или микрофона, чиме се значајно проширују њихове могућности.

## Историјски развој
Прогресивне веб апликације званично су представљене 2015. године, али концепт на којем се темеље има много дубље корене. Још почетком 2010-их, веб програмери су се суочавали са изазовима како да омогуће бољи кориснички доживљај на вебу, нарочито у условима нестабилне интернет везе. У то време, технологија позната као AppCache била је први покушај да се обезбеди офлајн функционалност веб страница. Иако је овај приступ имао неке предности, попут могућности кеширања одређених ресурса, брзо се испоставило да су његове могућности ограничене. На пример, управљање кешом било је нефлексибилно и често је доводило до проблема са освежавањем садржаја.
Ситуација се променила са појавом Service Worker-а, који је увео револуцију у веб развоју. Service Worker је омогућио програмерима да контролишу начин на који се ресурси кеширају и да управљају захтевима између веб апликације и сервера. Ово је омогућило стварање апликација које могу да раде у офлајн режиму, чак и ако су ресурси у том тренутку недоступни на серверу. Овај напредак донео је много веће могућности и поставио темеље за оно што данас знамо као прогресивне веб апликације.
Компанија Google је одиграла кључну улогу у промоцији прогресивних веб апликација. Њихов фокус био је на решавању проблема приступачности и брзине веб апликација, посебно у регионима где је интернет инфраструктура слаба. Прве прогресивне веб апликације, попут Twitter Lite и Flipkart Lite, биле су примери како се ова технологија може применити у реалним условима. Twitter Lite је омогућио корисницима приступ платформи са минималним трошковима интернет саобраћаја, што је посебно било важно у земљама у развоју. Flipkart Lite, као водећа платформа за е-трговину у Индији, значајно је повећала продају и кориснички ангажман захваљујући бржем учитавању и офлајн приступу.
С временом, друге велике технолошке компаније почеле су да подржавају PWA. Компанија Microsoft је интегрисала прогресивне веб апликације у Windows Store, омогућавајући корисницима да их инсталирају као нативне апликације. Apple је такође започео подршку за PWA у Safari прегледачу, иако њихова имплементација још увек има одређена ограничења у поређењу са другим платформама. Упркос тим ограничењима, напредак у развоју PWA наставља да расте.